# X.O. Experience
X.O. Experience è il quarto album del gruppo hip hop statunitense Tha Liks, pubblicato nel 2001 da Loud, Epic e Columbia. Gli ospiti sono Busta Rhymes, Kurupt, Xzibit, Defari e Pharrell Williams.
Arrivati al quarto disco, l'intento del trio è quello di raggiungere il successo commerciale: il gruppo abbrevia il nome a Tha Liks, E-Swift cambia completamente l'atmosfera musicale, nonostante ciò il risultato non è coerente come i precedenti e non riesce a scalare le classifiche.
Su Metacritic ottiene un punteggio di 65/100.
| Recensione           | Giudizio |
| -------------------- | -------- |
| AllMusic             | [ 1 ]    |
| Blender              | [ 2 ]    |
| Entertainment Weekly | B+       |
| HipHopDX             | [ 4 ]    |
| RapReviews           | [ 5 ]    |
| Rolling Stone        | [ 2 ]    |
| NME                  | [ 2 ]    |

## Tracce
Musiche di E-Swift (tracce 2, 4, 7, 10, 12, 14-15, 17 e 19), Rockwilder (tracce 3 e 11), DJ Scratch (traccia 6), Thayod (traccia 9), The Neptunes (traccia 13), DJ Twinz (traccia 18).
1. Intro – 0:43
2. Bar Code (feat. Xzibit) – 3:32
3. Run Wild (feat. Shae Fiol) – 3:50
4. L-I-K-S – 3:20
5. Bully Foot Skit – 0:41
6. Bully Foot (feat. Busta Rhymes) – 4:08
7. My Dear (feat. Defari) – 3:53
8. Interlude – 0:17
9. Da Da Da Da – 4:54
10. 40 OZ Quartet Part I – 1:48
11. Sickness (feat. Butch Cassidy) – 3:58
12. Goin' Crazy – 4:30
13. Best U Can – 3:37
14. 40 OZ Quartet Part II – 2:27
15. Anotha Round – 4:12
16. Yo Mouth Skit – 0:33
17. The Bubble (feat. King Tee) – 4:11
18. 151 (feat. Xzibit) – 3:43
19. Promote Violins (feat. Kurupt) – 3:56

## Classifiche settimanali
| Classifica (2001)         | Posizione massima |
| ------------------------- | ----------------- |
| Stati Uniti               | 47                |
| US Top R&B/Hip-Hop Albums | 14                |